# Anna Sueangam-iam
Anna Sueangam-iam (en tailandés: แอนนา เสืองามเอี่ยม) (Bangkok, 10 de noviembre de 1998) es una modelo, reina de belleza y actriz tailandesa. Fue coronada como Miss Universo Tailandia 2022. Representó a Tailandia en Miss Universo 2022.

## Primeros años y educación
Nació el 10 de noviembre de 1998 en Bangkok (Tailandia). De niña, creció en un vertedero porque su madre y su padre trabajaban como recolectores de basura para la Administración Metropolitana de Bangkok. Debido al duro trabajo de sus padres, Sueangam-iam se quedó con su bisabuela, que era monja budista, hasta que se graduó en la universidad. Sueangam-iam se graduó con honores en la Facultad de Artes Liberales y Ciencias de la Universidad de Kasetsart. Tiene una cuarta parte de ascendencia alemana, lo que la convierte en la sexta ganadora consecutiva del título de Miss Universo Tailandia de los últimos 7 años de ascendencia euroasiática.

## Carrera
Sueangam-iam había participado previamente en el concurso de Miss Tailandia 2020 en el Centro Internacional de Convenciones y Exposiciones de Chiang Mai, donde consiguió entrar en el Top 16.
Participó en el concurso de Miss Universo Tailandia 2022. El 30 de julio de 2022, fue coronada como Miss Universo Tailandia 2022 sucediendo a Anchilee Scott-Kemmis, que fue Miss Universo Tailandia 2021, al final del evento.
Sueangam-iam representó a Tailandia en la 71.ª edición del concurso Miss Universo, en enero de 2023, donde no logró clasificar al Top 16 de cuartofinalistas.